# 高橋玉淵
高橋 玉淵（たかはし ぎょくえん、安政5年8月2日（1858年9月8日） - 昭和18年（1943年）9月1日）は明治時代から昭和時代にかけての日本画家。高橋応真の弟。金子玉淵ともいった。

## 略歴
安政5年（1858年）8月2日に東京府北豊島郡鶯塚村金杉に田安藩士の高橋栄賢の次男として生まれる。本名は柳三郎。一時、金子徳兵衛の養子となって明治10年（1877年）の第1回内国勧業博覧会、明治14年（1881年）の第2回内国勧業博覧会、明治18年（1885年）の鑑画会までは金子姓で作品を出品し、明治20年代から高橋姓に戻った。幼少のころから実兄で、松本楓湖に師事していた高橋翠岳に絵の手ほどきを受け、明治7年（1874年）に川端玉章に入門し、画業のはじめに円山派の繊巧な技倆を身につけた。また、同じころ、書も関雪江に学んだ。明治17年（1884年）の第2回内国絵画共進会に山水、花鳥の2点を出品、褒状を受けている。同年結成の鑑画会に参加、明治18年（1885年）9月の第1回鑑画会大会には大半が狩野派出身の画家であった中で端館紫川とともに数少ない四条派の画家として出品している。「栗樹秋禽図」は優美な四条派の特色を遺憾なく発揮、活画派（当時盛んに活動した流派）の数少ない画家として歓迎され紫川とともに四等賞金2円50銭を受賞した。京都、摂津、日光、妙義、信越など諸国を遊歴し名山を写生して歩いた。
明治22年（1889年）6月、日本美術協会内部から新宮殿造営に勤めた画家たちが神田駿河台の滝和亭の自宅を仮事務所にして皇族、大臣を参集して青年絵画共進会が開かれたが、玉淵はこの時に「秋花双うずら図」を出品して小堀鞆音とともに一等賞を受けた。この後、日本美術協会に出品した作品はたびたび宮内省東宮職などの御用品となっており、同年の11月に献納した「春秋花鳥」は代表作である。明治23年（1890年）11月の日本美術協会に出品した「花山春曙図」は細筆で自然の形象を写して竹内棲鳳、菊池芳文らとともに銅賞を受賞した。また同年、ドイツで開催のババリア美術展覧会に作品を送り、皇室御用品となっている。明治時代後期にも明治33年（1900年）5月の後の大正天皇・貞明皇后婚儀における衣服や調度類を記録した画帖『皇太子並同妃両殿下御服御調度類図』5帖（宮内庁書陵部蔵）を、小島景信らと共に請け負っている。
明治24年（1891年）9月、日本美術協会内で活躍していた青年作家が集まって日本青年絵画協会が結成されるが、玉淵は鑑画会時代からの友人端館紫川や畑仙齢、兄の応真らとともに積極的に参加、明治25年（1892年）10月の第1回青年絵画共進会の際には審査員に選ばれた。明治26年（1893年）の第2回青年絵画共進会にも審査員として「月下孤雁」、「水辺雁の図」を出品、銅牌をうけ、明治27年（1894年）の第3回青年絵画共進会に出品した「晩秋暁鴨」は壮年期の充実した作品で二等褒状となった。さらに第4回青年絵画協会に「暁鶴図」を出品、その鮮やかな賦彩をもって鑑画会の作風を偲ばせるものがあったといわれる。明治29年（1896年）の日本絵画協会にも参加しており、第1回展に「夏景山水」、第2回展に「夏峡露重」はそれぞれ二等褒状を受賞した。新旧両派の争いの中から純粋な国画の保存を主張した望月金鳳らとともに明治31年に日本画会を結成、38名の評議員のひとりに選ばれ、これを機に日本絵画協会からは離れて行く。明治31年（1898年）1月から日本美術学校予備校教員となり、明治33年（1900年）には岡倉秋水らが設立した日月会にも参加、同年のパリ博覧会には「樹林雨景図」を出品、銅牌を受けている。また、同年、兄応真と青年同志会を起こし明治34年（1901年）4月、美術協会一部委員に選出され同時に日本画会でも審査員を務めるほどの指導力を持っていた。明治36年（1903年）の第5回内国勧業博覧会には「月下春水」、「海辺孤鶴」を出品した。また明治41年（1908年）の第2回文展に出品した「秋光」が入選を果たした。明治42年（1909年）、川端画学校創立に伴い、教授に就任した。
晩年、昭和に入ってからは川合玉堂の門下となって長流画会に参加。昭和18年（1943年）9月1日に数え86歳で没した。

## 作品
- 「栗樹秋禽図」 絹本着色 1885年 ボストン美術館所蔵
- 「玉堂富貴」 絹本着色